# Des millions de copains
 (août 2024).
Des millions de copains est une émission de télévision française créée par Dorothée et diffusée du 17 janvier 1993 au 12 janvier 1997 sur TF1.
Elle est réalisée par Pat Le Guen et produite par AB Productions.

## Concept
Diffusée chaque dimanche soir entre 18 h et 19 h, elle avait pour but de mettre en avant différentes associations caritatives et de mobiliser le public sur les problèmes de l'enfance maltraitée et certaines maladies infantiles méconnues. Dorothée et le professeur Alain Deloche permettaient aux chercheurs, aux responsables et bénévoles d'associations ainsi qu'aux malades de s'exprimer et de médiatiser l'urgence de leurs situations. 

## Appels aux dons
Grâce à cette émission, l'association La chaîne de l'espoir créée par Alain Deloche, bénéficie d'une exposition médiatique importante lui permettant de réaliser, entre autres, des constructions d'hôpitaux dans certains pays d'Afrique.
De nombreuses personnalités n'hésitèrent pas à participer à l'émission pour soutenir Dorothée dans son combat et ses appels aux dons. On se souvient notamment de son poignant entretien avec Sœur Emmanuelle.

## Audience et succès
Le programme rencontra un gros succès d'audience (5 000 000 de téléspectateurs chaque dimanche soir [réf. nécessaire]) et fut, un temps, envisagé pour une diffusion en prime time.
Dorothée, qui fut la première à s'investir pour importer le Téléthon en France, en 1985, était alors l'animatrice la plus légitime pour présenter ce type de programme.
Après la chanson Changer tout ça de Bernard Minet qui sera le premier générique de l'émission, l'animatrice/chanteuse enregistrera, en 1994, la chanson Des millions de copains sur son album Nashville Tennessee, qui deviendra le générique officiel de l'émission.
Malgré une audience toujours convenable, l'émission s'achève le 12 janvier 1997 après quatre années de succès.

## Séries diffusées
- Harry et les Henderson
- Alerte à Malibu
- SeaQuest, police des mers
- Les Vacances de l'amour
- "CHiPs" (été 1993)